# Minamoto no Yorimasa
Minamoto no Yorimasa (源頼政, 1106-1180), também conhecido como Gensanmi (源三位), foi um samurai do Clã Minamoto, e o comandante dos exércitos do clã no inicio das Guerras Genpei. Seu suicídio por seppuku é famoso, e é considerado como quem iniciou esta prática.

## Biografia
Mais poeta que guerreiro, Yorimasa se esforçou-se ao longo de sua vida em se manter a margem das lutas que opuseram durante décadas os clãs Minamoto e Taira, e evitou escolher uma das posições, chegando inclusive a ser amigo de Taira no Kiyomori. Durante a Rebelião Heiji em 1160, tomou partido pelo Imperador Go-Shirakawa como já fizera em 1156 na Rebelião Hōgen, fez o possível para inclinar a balança a favor dos Taira e permitir-lhes depor os Minamoto.
Entretanto, quando se retira oficialmente do serviço no seio do exército de Kiyomori em 1179, começa a mudar de opinião sobre o fato de se opor ao seu próprio clã, principalmente depois que as relações entre Go-Shirakawa e Kiyomori se tornaram tensas a ponto de Kiyomori prender o imperador ancião, provocando uma forte oposição anti-Taira.
Em 21 de março de 1180, Kiyomoriinstala no trono imperial seu neto Antoku de dois anos, depois da abdicação do Imperador Takakura. O Príncipe Mochihito, filho de Go-Shirakawa, despojado de seu direito ao trono, é incentivado por Yorimasa a lançar em 5 de maio um chamado às armas das diversas famílias samurais, assim como os Sohei(monjes-guerreros) dos monastérios budistas que Kiyomori ofendera.
As Guerras Genpei se inicim oficialmente com a primeira batalha de Uji, em 23 de junho. Yorimasa conduz as tropas Minamoto, acompanhado dos sohei do templo Mii-dera, para defender o Byōdō-in onde o príncipe estaria refugiado.
Yorimasa procura ajudar o príncipe a fugir, mas é ferido por uma flecha. Para evitar ser capturado pelo inimigo se se suicida através do seppuku, escrevendo antes um poema. É um dos primeiros seppuku conhecidos, e ele codificou o procedimento para os seguintes. O Príncipe Mochihito conseguira fugir para Nara, mas morreria alguns dias depois pelas mãos dos guerreiros Taira.

## Poemas
Os poemas de Minamoto no Yorimasa foram reagrupados na antologia Yorimasa Kashū, assim como nas antologias imperiais Shin Kokin-shū e Senzai wakashū.

## A Lenda
Uma lenda extraída do Heike Monogatari afirma que, em 1153, Yorimasa matara a flechadas um Nue que pousara no telhado do Palácio Imperial.